# کابوتو

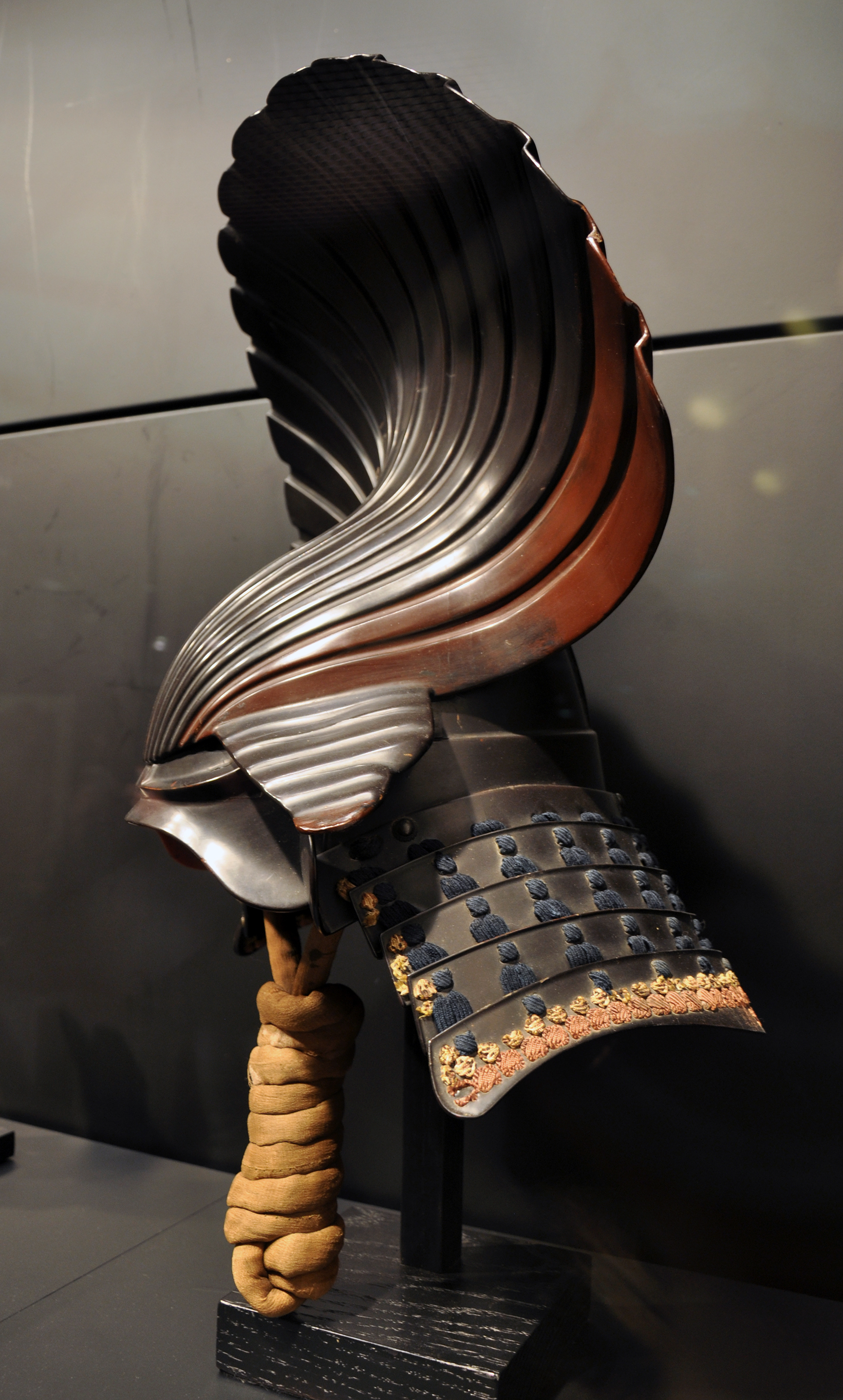

کابوتو (به ژاپنی: 兜, 冑 Kabuto) یک نوع از کلاه ایمنی است که برای اولین بار توسط رزمندگان باستان ژاپنی استفاده می‌شد، و در دوره‌های بعد، کابوتو بخش مهمی از زره سنتی ژاپنی پوشیده شده توسط طبقه سامورایی‌ها و ملازم آنها در تاریخ ژاپن شد.

## نگارخانه

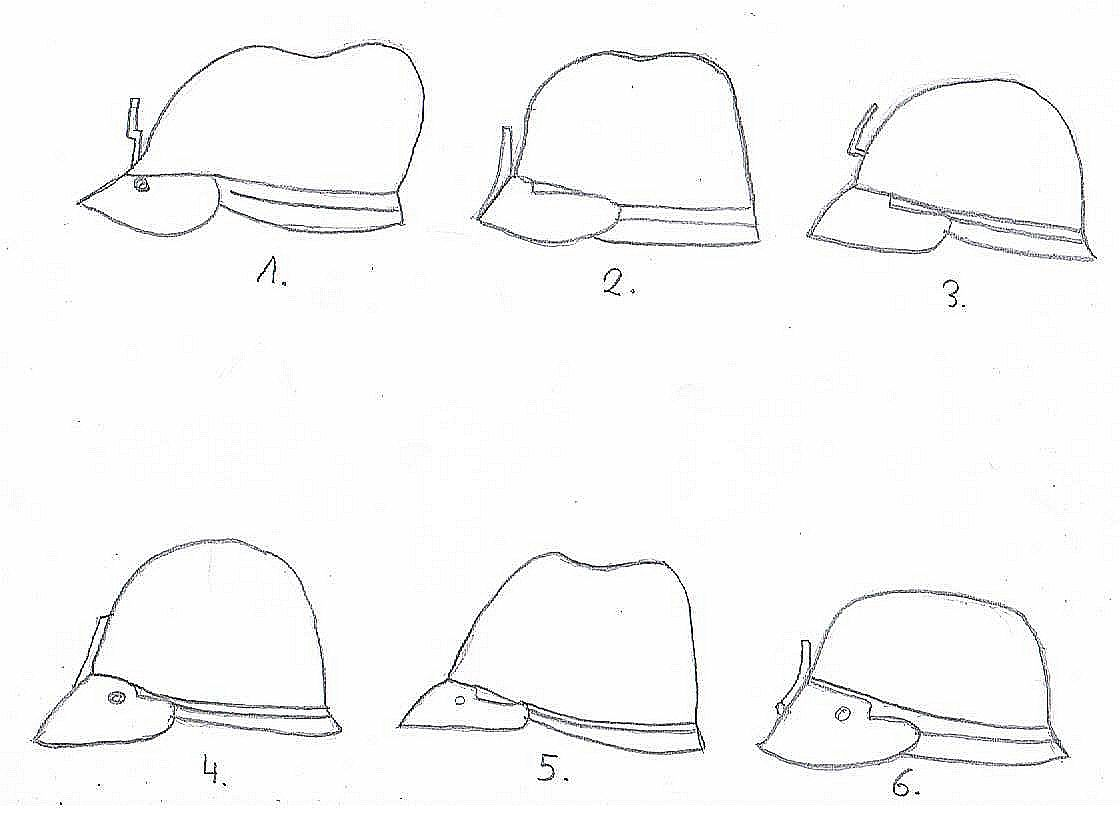
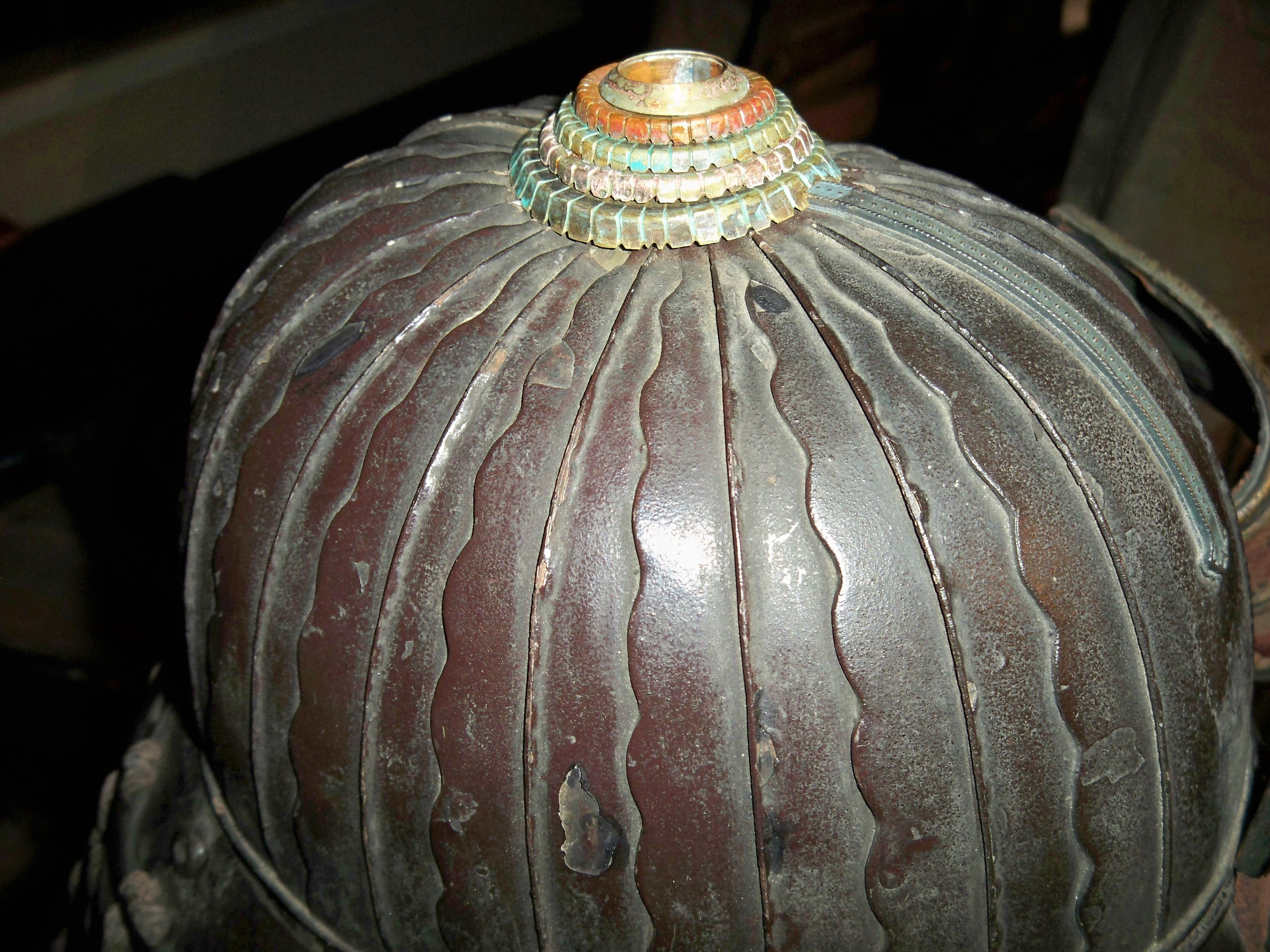
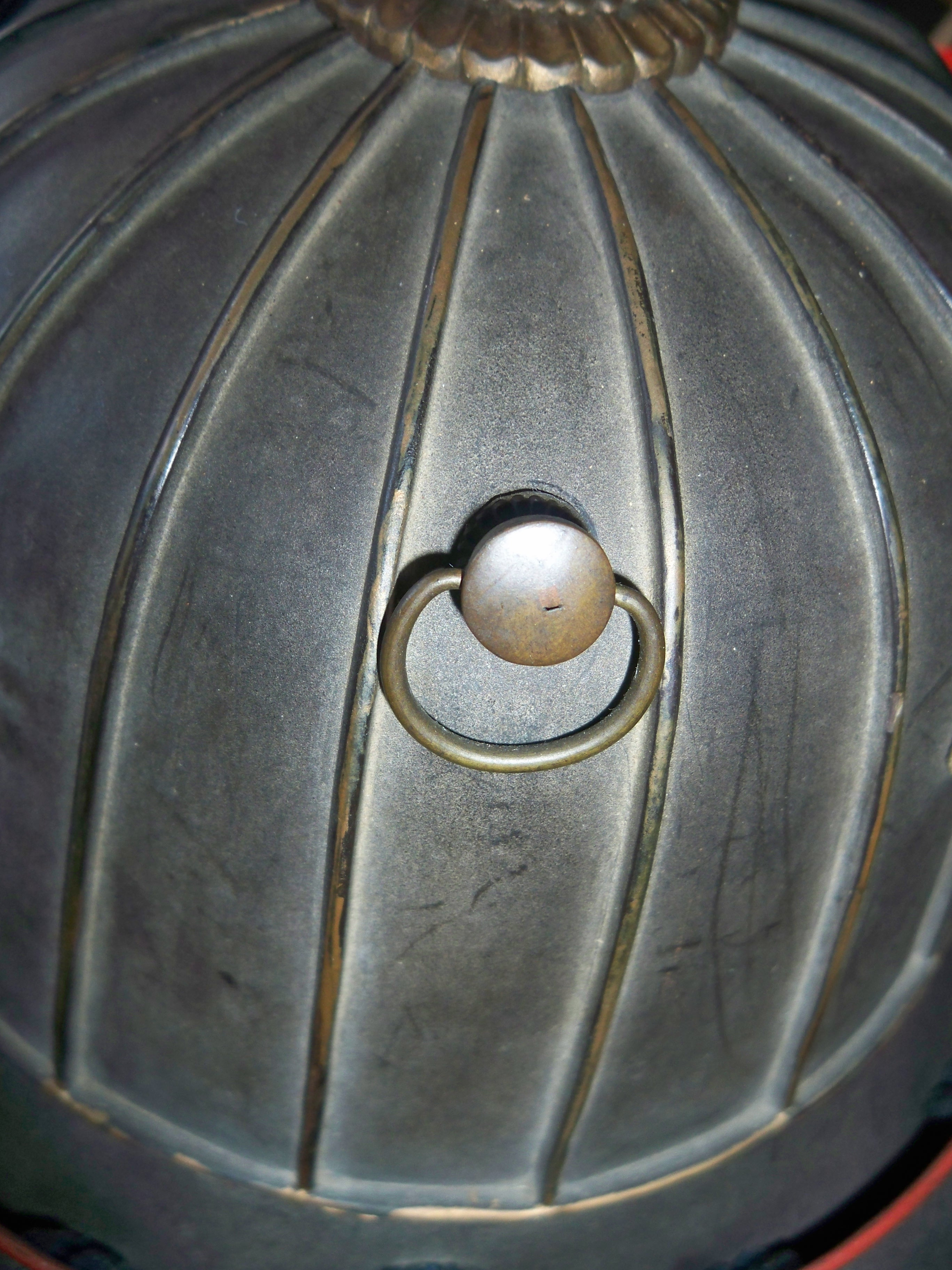
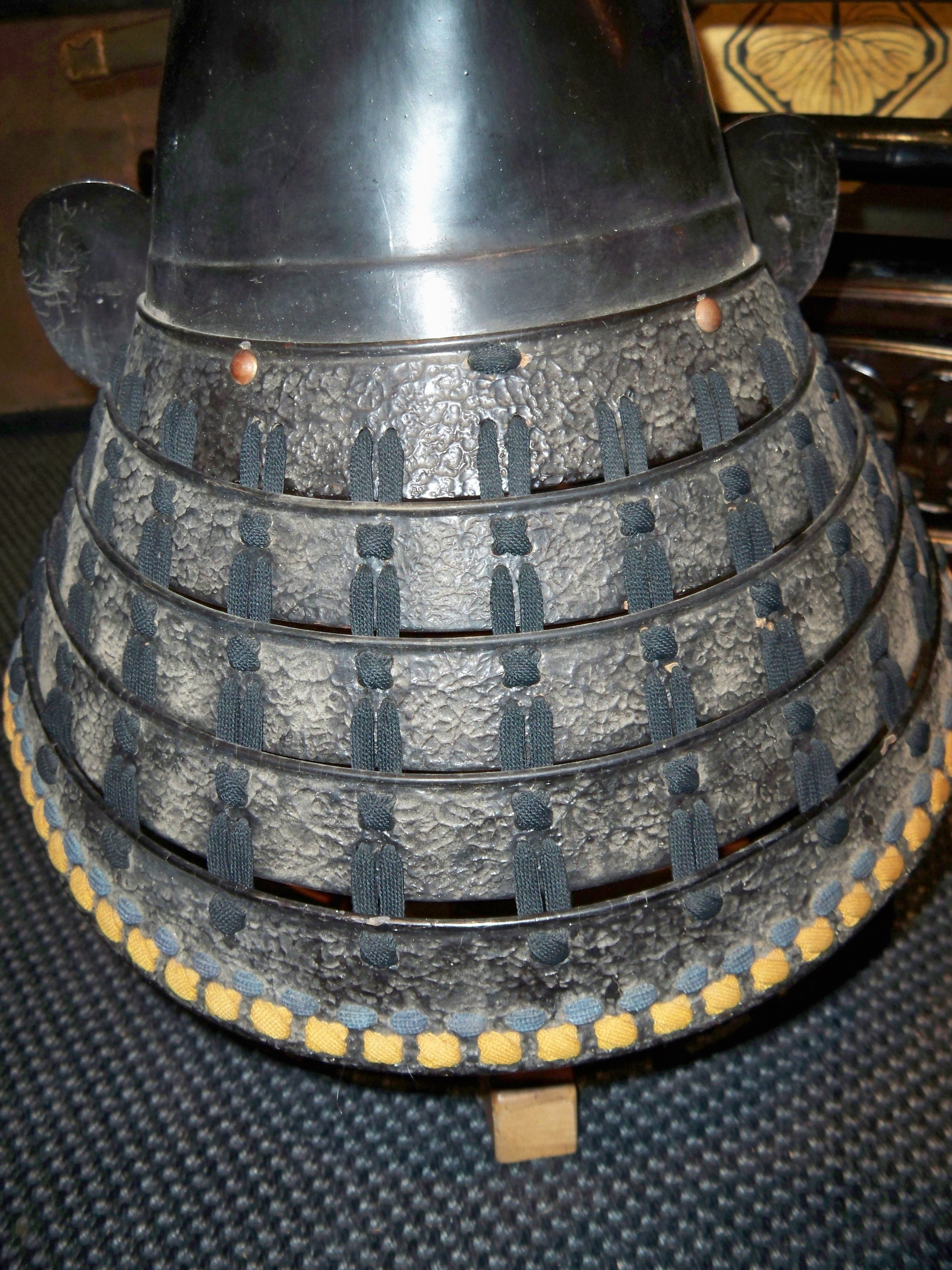
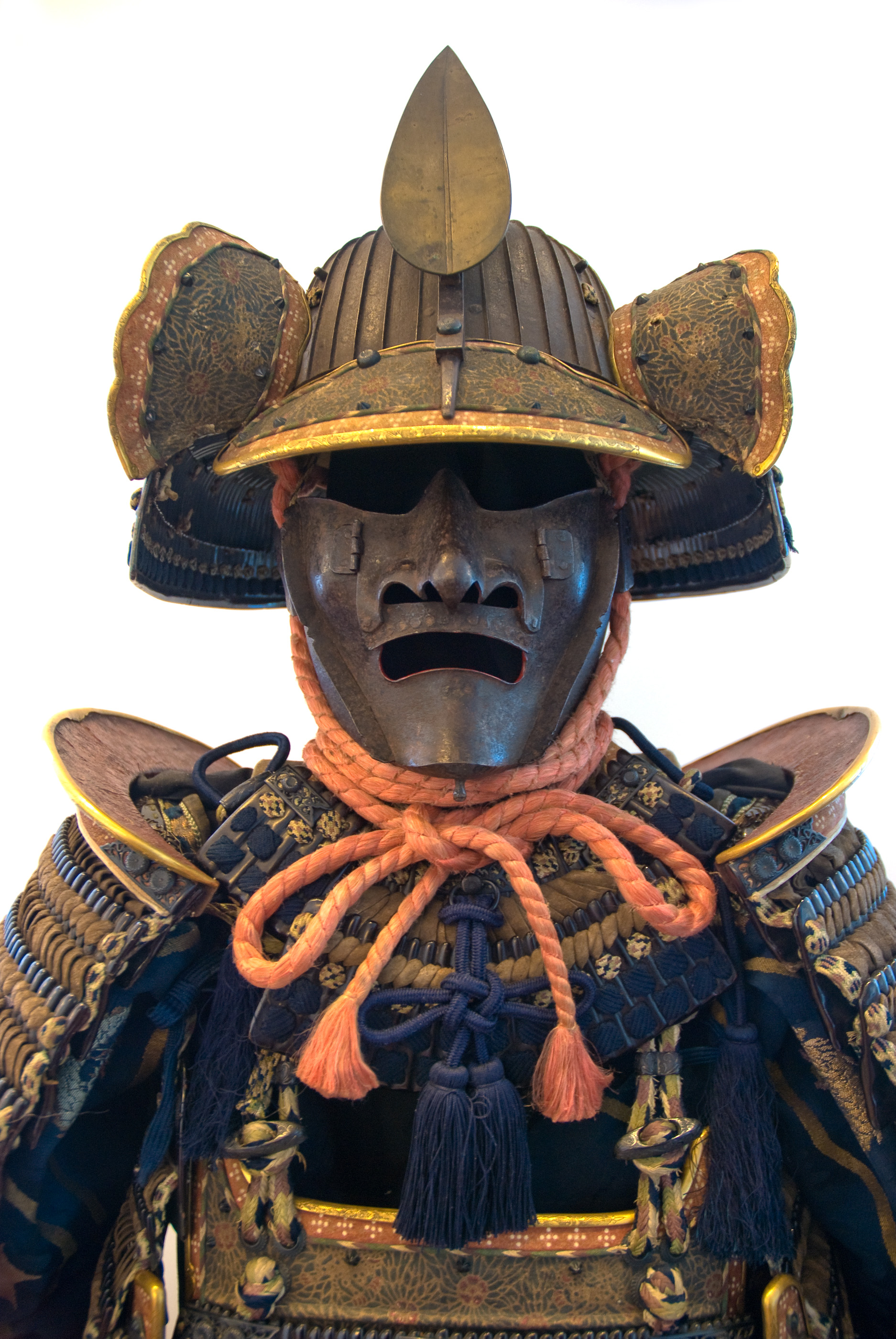
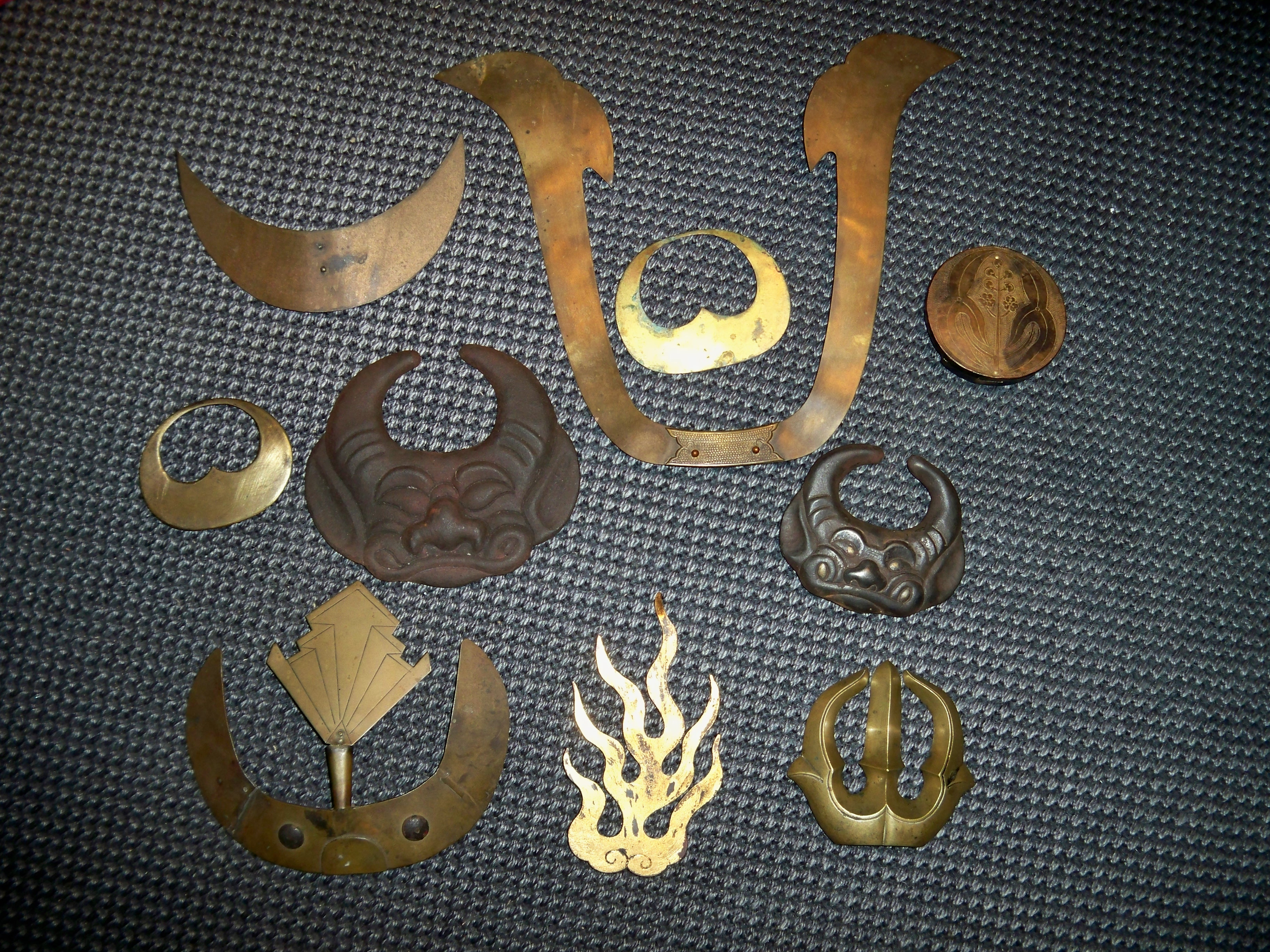
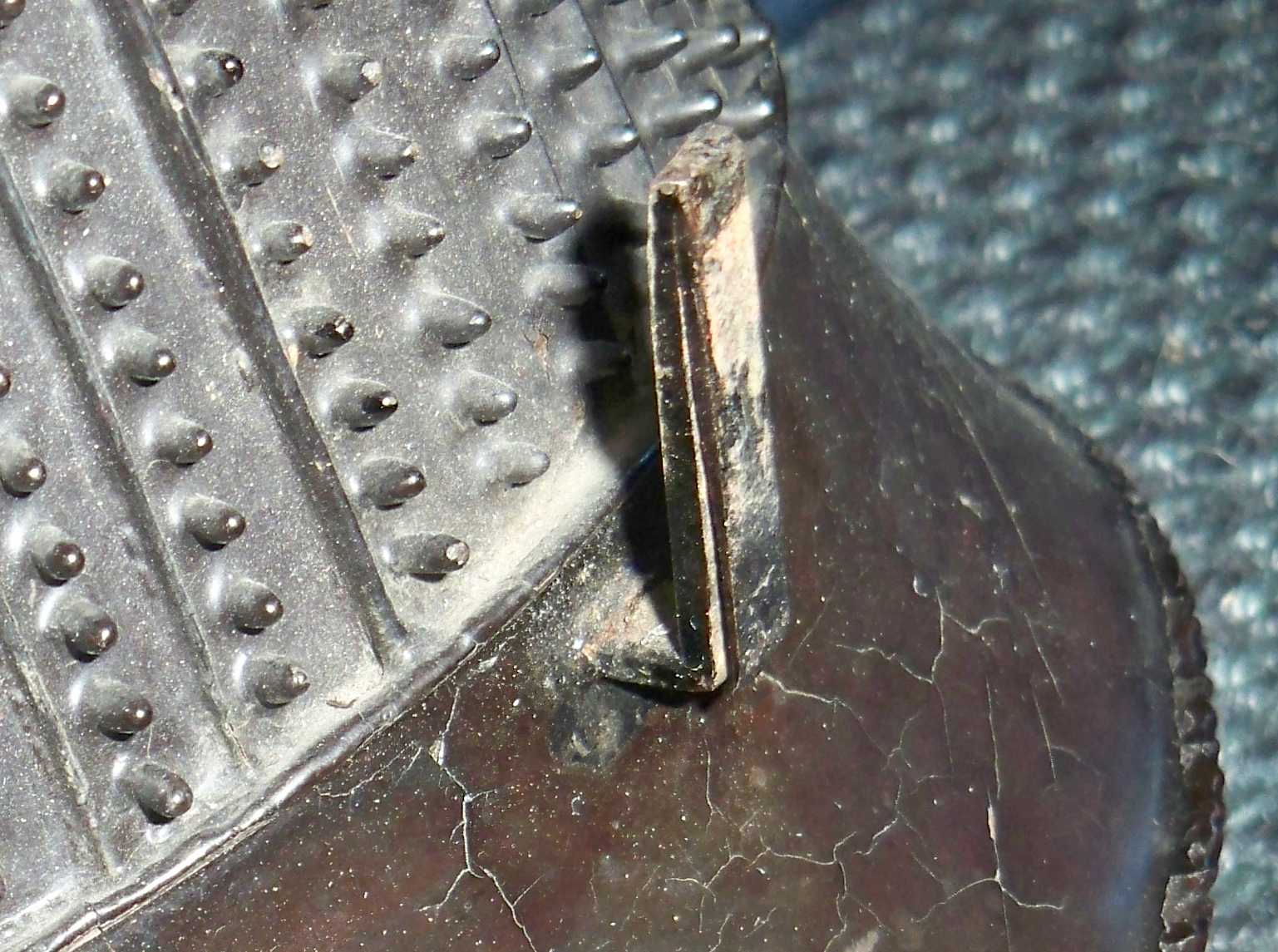
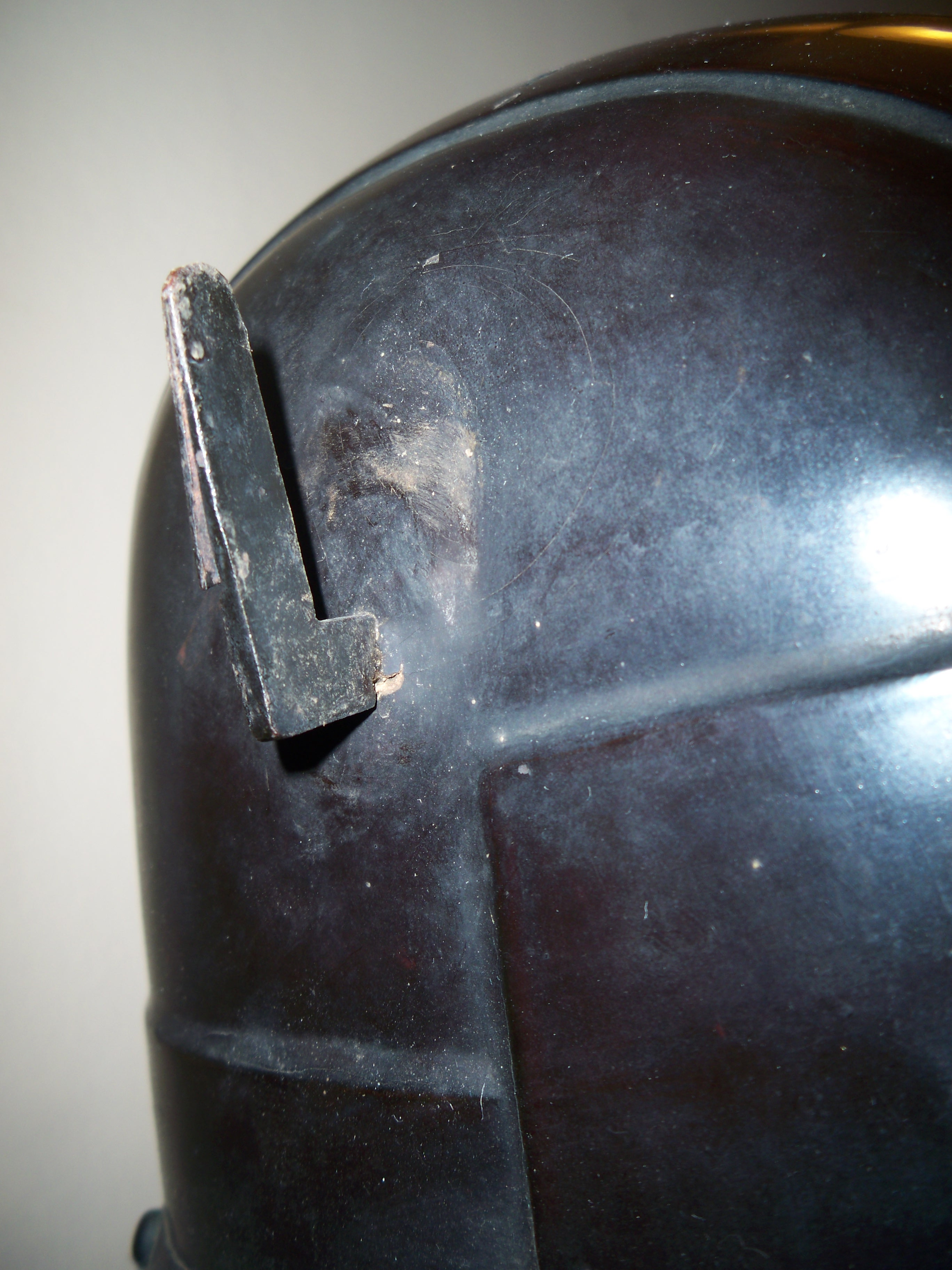